# Offenhausen (Németország)
Offenhausen település Németországban, azon belül Bajorországban. Lakosainak száma 1587 fő (2023. december 31.).

## Népesség
A település népessége az elmúlt években az alábbi módon változott:
| Lakosok száma | 819  | 902  | 958  | 1348 | 1551 | 1549 | 1565 | 1574 | 1575 | 1587 |
|               | 1875 | 1950 | 1975 | 1987 | 2012 | 2014 | 2016 | 2017 | 2021 | 2023 |